# Saab Lansen

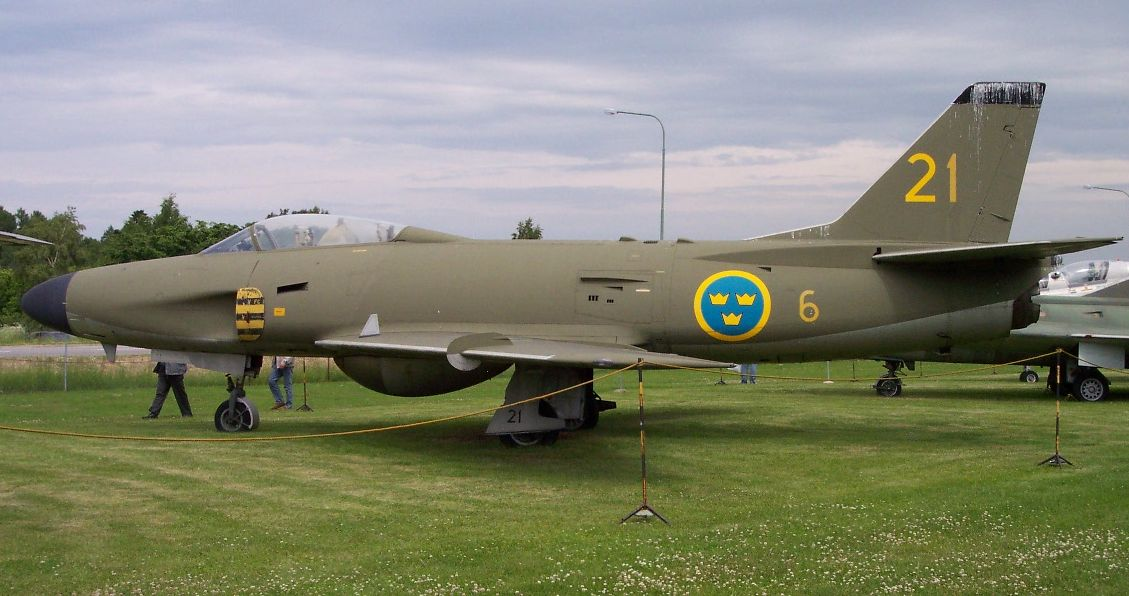
Saab 32 Lansen

Die Saab 32 Lansen (dt. Lanze, militärische Bezeichnung Saab A 32A, Saab J 32B und Saab S 32C) ist ein einstrahliges Kampfflugzeug des schwedischen Herstellers Saab. Der zweisitzige Tiefdecker war bei der schwedischen Luftwaffe bis 1997 im Dienst. Insgesamt wurden 452 Flugzeuge hergestellt.

## Entwicklung
Die Voruntersuchungen, die zur Saab 32 führten, begannen bereits 1946, als nach einem Ersatz für die vorhandenen Jagdbomber-, Aufklärungs- und Nachtjagdflugzeuge gesucht wurde. Saab erhielt jedoch erst im Dezember 1948 die Freigabe für die Entwurfs- und Konstruktionsarbeiten. Zunächst wurde eine zweistrahlige Lösung untersucht, die verbesserten Leistungsdaten der neuen Strahltriebwerke führten schließlich jedoch zum Projekt 1150, einem einstrahligen Flugzeug. Arthur Bråsjö war der Projektleiter, der erstmals einen Computer als Konstruktionshilfe verwendete. In Anwendung der inzwischen allgemein bekannt gewordenen Arbeiten von Adolf Busemann erhielten auch bei diesem Flugzeug die Eintrittskanten der Tragflächen, ebenso wie die des konventionellen Leitwerks, eine Pfeilung von 39°. Die Saab 32 erhielt ein einziehbares Bugradfahrwerk mit Niederdruckbereifung und hatte erstmals eine im Werk weitgehend selbst entwickelte elektronische Ausrüstung. Es wurden zunächst vier Prototypen bestellt.

## Saab A 32
Am 3. November 1952 erfolgte der Erstflug, der von Cheftestpilot Bengt R. Olow durchgeführt wurde. Am 25. Oktober 1953 wurde im Neigungsflug die Schallmauer durchbrochen. Das Angriffsflugzeug A 32A war mit vier 20-mm-Bofors-m/49-Kanonen mit je 180 Schuss Munition bewaffnet und konnte zusätzlich Raketen und Bomben mitführen. Ursprünglich war nur ein PN-50/A (PulsNavigeringsradar) an Bord, das eine Art ADF darstellt. Als Reflexvisier diente ein Saab BT9C.
Mit einem echten Bordradar, das bei CSF entwickelt worden war und die Bezeichnung PS-431/A erhielt, konnte die Maschine bei jedem Wetter eingesetzt werden. Allerdings wurde nur etwa ein Viertel der Saab A 32 mit einem Radar ausgerüstet. Eine der wichtigsten Waffen war die Anti-Schiff-Rakete Saab Rb 04, die speziell für die Saab 32 gefertigt wurde. Maximal drei dieser Waffen konnten mitgeführt werden. Die Zielaufschaltung erfolgte durch das Bordradar.
Die Auslieferung an die Truppe begann im Dezember 1955, als zunächst die Einheit F 17, damals noch in Ronneby, mit der Saab 32 ausgerüstet wurde. Dort ersetzte sie die Saab T 18B. Zwischen 1955 und 1957 scheinen insgesamt 284 Maschinen der Ausführung Saab A 32A ausgeliefert worden zu sein.
Der Einsatz erfolgte bei den Einheiten F 17 Kallinge, F 7 Såtenäs, F 14 Halmstad, F 6 Karlsborg und F 15 Söderhamn.

## Saab S 32
Die Aufklärerversion Saab S 32C wurde am 26. März 1957 erstmals geflogen. Anstelle der Waffen führte sie insgesamt sechs Kameras mit. Diese Ausführung erhielt ein verbessertes Radar PS-432/A, das gegenüber dem PS-431/A eine vergrößerte Reichweite aufwies. Die ersten Maschinen wurden 1960 an die F 11 in Nyköping geliefert. Insgesamt wurden 44 Stück dieser Ausführung gefertigt.
Eingesetzt wurden sie auch bei der F 12 Kalmar, der F 21 Luleå und F 4 Frösön.

## Saab J 32

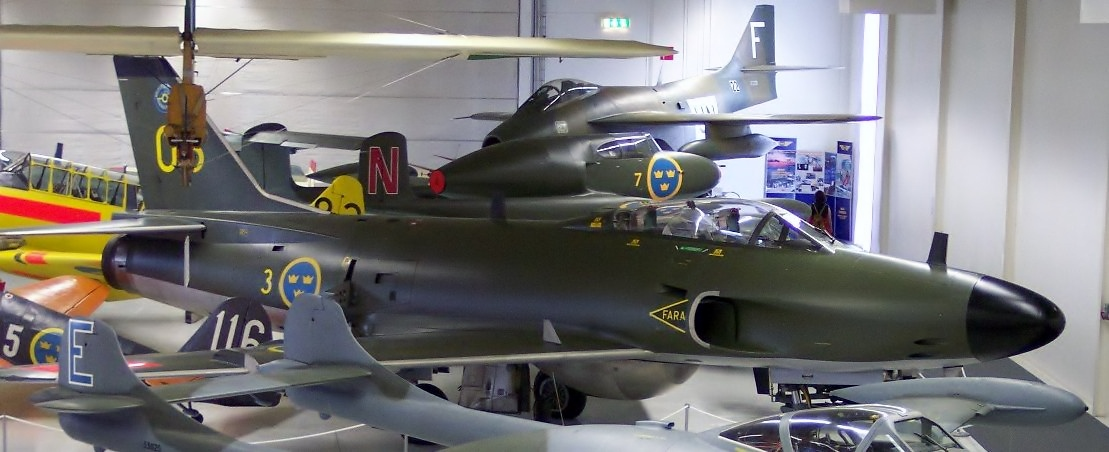
Saab J 32E Lansen

Die verbesserte Version J 32B hatte ein stärkeres Triebwerk und eine verstärkte Bewaffnung, die aus vier 30-mm-Kanonen Aden m/55 bestand. Als Radar kam ein PS-42/A zum Einsatz, das über die Möglichkeit der 3D-Darstellung verfügte. Der Antennenschwenkbereich betrug dabei 60° nach jeder Seite und +60°/−30° nach oben/unten. Auch in das HUD (Head-up display) Sikte 6A konnten die Radardaten und die Informationen des IR-Systems Hughes AN/AAR-4 eingeblendet werden. Dabei erhielt erstmals auch der Pilot eine Radardarstellung. Der Erstflug dieser Ausführung fand am 7. Januar 1957 statt. Maschinen des Typs wurden zwischen 1958 und 1960 an die F 1 – damals noch in Västerås – und die F 12 in Kalmar geliefert. Die Variante J 32D (sechs Stück) war ein Umbau zu einem Zielschleppflugzeug, und die J 32E (15 Stück) war eine ebenfalls durch Umbau entstandene ECM-Variante dieses Typs. Insgesamt wurden 120 Maschinen der Ausführung J 32 gebaut.
Der Einsatz erfolgte bei der F 1 Hässlö F 12 Kalmar, der F 21 Luleå und F 4 Frösön.

## Technische Daten

SAAB J 32 Lansen

| Daten                           | A 32A      | J 32B      | S 32C       |
| ------------------------------- | ---------- | ---------- | ----------- |
| Länge [m]                       | 14,94      | 14,94      | 14,94       |
| Spannweite [m]                  | 13,00      | 13,00      | 13,00       |
| Höhe [m]                        | 4,65       | 4,65       | 4,65        |
| Flügelfläche [m²]               | 37         | 37         | 37          |
| Flügelstreckung                 | 4,6        | 4,6        | 4,6         |
| Leermasse [kg]                  | 7.438      | 8.077      | 7.520       |
| Startmasse [kg]                 | 13.600     | 13.500     | 12.500      |
| Marschgeschwindigkeit [Mach]    | 0,8        | 0,8        | 0,8         |
| Höchstgeschwindigkeit [Mach]    | 0,91       | 0,93       | 0,91        |
| Sturzflug [Mach]                | 1,2        | 1,2        | 1,2         |
| Steiggeschwindigkeit [m/s]      | 60         | 100        | 60          |
| Dienstgipfelhöhe [m]            | 14.000     | 14.000     | 14.000      |
| Treibstoff [l]                  | 4100       | 4100       | 4100        |
| Einsatzradius [km]              | 925        | 1.000      | 925         |
| Triebwerk                       | RM 5A2     | RM 6A      | RM 5A2      |
| Schub [kp] mit Nachbrenner [kp] | 3.460 4700 | 4.880 6500 | 3.460 4.700 |

## Bewaffnung

### Im Rumpf integrierte Rohrwaffen
- 4 × 20-mm-Maschinenkanone Bofors Akan m/49 (Hispano-Suiza 804) mit je 180 Schuss Munition[1]
- 4 × 30-mm-Revolver-Maschinenkanone ADEN Akan m/55 (ADEN 30) mit je 90 Schuss Munition

Kampfmittel bis zu 1.000 kg an acht Außenlaststationen
Luft-Luft-Lenkflugkörper
- 4 × Startschienen für je 1 × RB-24 (Jakt-Robotsystem 24, schwedische Lizenzproduktion der Raytheon AIM-9B „Sidewinder“) – infrarotgesteuert für Kurzstrecken

Ungelenkte Luft-Luft-Raketen
- 2 × Bofors-Raketenwerfer mit je 19 × ungelenkten M57-Luft-Luft-Raketen; Kaliber 75 mm bzw. 2,95 inch

Luft-Boden-Lenkflugkörper
- 2 × Saab RB 04C/D (Robotsystem 304) – Seezielflugkörper

Ungelenkte Bomben
- 8 × Minbomb m/47 (50-kg-Freifallbombe)
- 8 × Minbomb m/61 (120-kg-Freifallbombe)
- 8 × Bofors m/60 „Lepus“ (80-kg-Leuchtfackelbombe zur Gefechtsfeldbeleuchtung mittels Magnesium, Fall verzögert durch Fallschirm)
- 8 × m/62 „Lepus“ (75-kg-Leuchtfackelbombe)
- 4 × Minbomb m/42 „Hercules“ (250-kg-Freifallbombe)
- 4 × Minbomb m/56 „Lyra“ (500-kg-Freifallbombe)
- 4 × Minbomb m/58 „Norma“ (500-kg-Brandbombe)
- 3 × Minbomb m/50 (600-kg-Freifallbombe)

Zusatzbehälter
- 1 × Zielschleppbehälter mit Schleppsack
- 1 × EKF-Störbehälter „Adrian“
- 1 × EKF-Störbehälter „Petrus“
- 2 × Behälter mit Philips-Täuschkörperwerfer Elektronikindustrier AB BOZ 3